# Manon Aubry
Manon Aubry (Fréjus; 22 de diciembre de 1989) es una política francesa que representa al partido de izquierda la Francia Insumisa (LFI) en el Parlamento Europeo. Exresponsable de incidencia política de Oxfam Francia, obtuvo un escaño en las elecciones al Parlamento Europeo de 2019 y ese mismo año fue elegida copresidenta, junto con Martin Schirdewan, del grupo La Izquierda en el Parlamento Europeo (GUE/NGL). Conservó su escaño tras las elecciones al Parlamento Europeo de 2024.

## Biografía

### Infancia y estudios
Aubry nació en 1989 en Fréjus, departamento del Var. Es hija de los periodistas Bruno Aubry y Catherine Poggi-Aubry y tiene orígenes corsos. Se involucró por primera vez en el activismo político mientras estudiaba el bachillerato en el Lycée Saint-Exupéry en Saint-Raphaël en 2005, haciendo campaña por el «no» en el referéndum sobre el Tratado Constitucional Europeo y contra las reformas educativas de François Fillon. En 2006, organizó una protesta escolar contra el Contrato de Primer Empleo (contrat première embauche), una propuesta de ley que habría facilitado a los empleadores el despido de jóvenes trabajadores. Ha atribuido a su abuelo materno, Modeste Poggi, quien fue un activista de izquierda en Bonifacio, la inspiración para dedicarse a la política.
Aubry obtuvo su bachillerato en 2007 con una «mención muy bien» y continuó sus estudios en el Instituto de Estudios Políticos de París, donde fue presidenta de la sección local de la Unión Nacional de Estudiantes de Francia. Después de obtener una licenciatura en relaciones internacionales y derechos humanos, pasó un año en la Escuela de Asuntos Internacionales y Públicos de la Universidad de Columbia, en Nueva York. Luego realizó trabajo humanitario en África durante tres años, con Médicos del Mundo en Liberia y con el Centro Carter en la República Democrática del Congo.
De regreso a París, Aubry trabajó como responsable sénior de incidencia política para Oxfam Francia de 2014 a 2018. Su área de interés particular era la justicia fiscal y la desigualdad. Describió cómo localizó a las multinacionales que no pagaban los impuestos que les correspondían y recompensaban a sus accionistas en lugar de a los trabajadores que generaban la riqueza. También colaboró en un informe sobre bancos y paraísos fiscales. Durante este período impartió conferencias en Sciences Po sobre derechos humanos.

### Carrera en la política
Aunque Aubry no tenía experiencia en política partidista, Jean-Luc Mélenchon, líder del partido de izquierda La France Insoumise, le propuso encabezar la lista de candidatos del partido en las elecciones al Parlamento Europeo de 2019. En mayo de 2019 fue elegida para el Parlamento Europeo y en julio de 2019 se convirtió en copresidenta del grupo La Izquierda en el Parlamento Europeo (GUE/NGL) junto con el eurodiputado alemán Martin Schirdewan. También es copresidenta del Intergrupo de Economía Social del Parlamento Europeo.
A los pocos meses de ser elegida eurodiputada, Aubry emprendió la primera etapa de un viaje en bicicleta por Francia con el objetivo de reunirse con los ciudadanos y escuchar sus opiniones. Para conmemorar el Día Internacional de la Eliminación de la Violencia contra la Mujer en noviembre de 2020, leyó en el Parlamento Europeo los nombres de las 86 mujeres asesinadas por sus parejas o exparejas en Francia ese año.

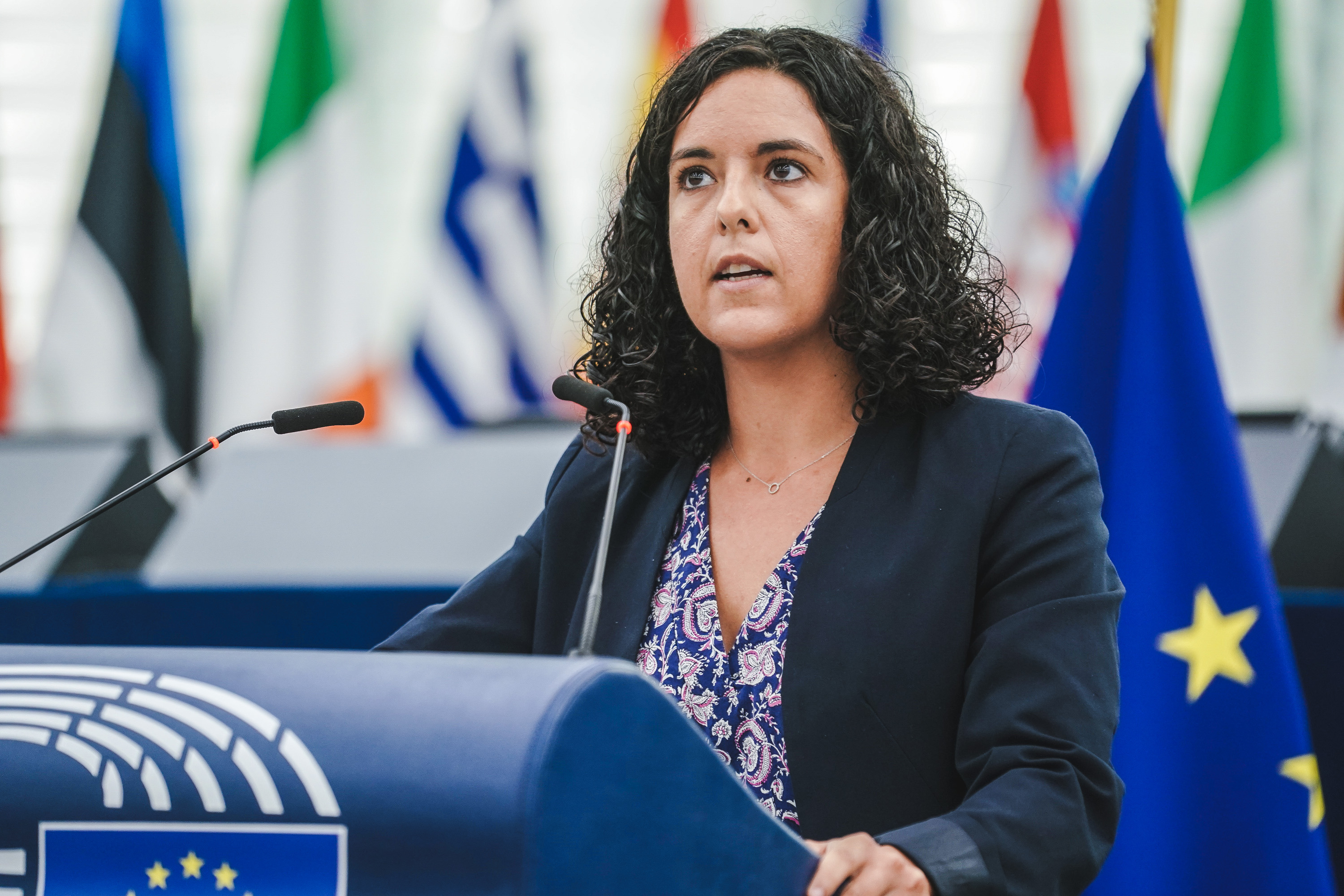
Manon Aubry en el debate sobre el Estado de la Unión de 2022.

En abril de 2023, Aubry y otros eurodiputados de la izquierda presentaron una moción para debatir la actuación policial durante las manifestaciones contra la reforma de las pensiones de Macron. La moción fue bloqueada por otros grupos. En una entrevista con Varsity, afirmó que la represión estatal contra las protestas por las pensiones había llevado a Francia de un país en crisis social a un país en crisis democrática. En enero de 2024, fue nombrada cabeza de la lista de candidatos por la Francia Insumisa para las elecciones europeas de 2024.
Durante la novena legislatura del Parlamento Europeo (2019-2024), Aubry formó parte de las siguientes comisiones: Asuntos Jurídicos; Asuntos Económicos y Monetarios; y Asuntos Fiscales (subcomisión). Fue miembro de la Conferencia de Presidentes y de la Delegación en la Comisión Parlamentaria Cariform-UE. Como ponente, ha elaborado informes sobre la propuesta de Directiva del Parlamento Europeo y del Consejo relativa al nivel mínimo de formación en las profesiones marítimas (codificación) y sobre las suspensiones de la inmunidad parlamentaria de Marc Tarabella, Andrea Cozzolino, Fulvio Martusciello y Nuno Melo, debido al escándalo de corrupción de Catar en el Parlamento Europeo.
Desde que se convirtió en eurodiputada, ha hecho campaña por la creación de un organismo ético independiente para hacer cumplir las normas en todas las instituciones de la Unión Europea.

## Vida personal
Aubry juega al waterpolo y practicaba natación de manera competitiva cuando estaba en la escuela.